# Поляков Сергій Володимирович (спортсмен)
Сергій Володимирович Поляков (нар. 22 січня 1968, Вінниця, УРСР) — радянський та російський стрілець українського походження, срібний призер Олімпійських ігор. Заслужений майстер спорту Росії.

## Життєпис
Сергій Поляков брав участь в Олімпійських іграх 2004 року в Афінах, де змагався зі стрільи з швидкого пістолета на відстані понад 25 м. У кваліфікації, як і Ральф Шуманн та Сергій Аліфіренко, досяг найкращого результату з 592 набраними очками. У фіналі Поляков набрав ще 100,7 очок, довів загальну суму до 692,7 балів, завдяки чому закінчив змагання разом з Шуманном та Аліфіренком на другому місці та отримав срібну медаль.
Вже в 1994 році Поляков став чемпіоном світу в командних змаганнях зі стрільби з великокаліберним пістолетом на чемпіонаті світу в Мілані, також завоював срібну медаль у командних змаганнях з вільного пістолету. У 2006 році Загребі в знову став чемпіоном світу з великокаліберного пістолета у команді та віце-чемпіоном світу в командних змаганнях зі швидкого та стандартного пістолету. У 2003 році був чемпіоном Європи зі швидкого пістолета.

## Особисте життя
Випускник Уральського державного педагогічного університету.
Одружений, має двох дітей. 